# 樊倣
樊倣（1514年—？），字一甫（或一覽），號北莱，江西進賢縣人，南昌府南昌縣民籍，明朝政治人物。

## 生平
江西鄉試第四十一名。嘉靖三十二年（1553年），登癸丑科三甲第一百八十九名進士，礼部观政，初授直隶桐城知县，嘉靖三十四年（1555年）调任直隸丹徒縣知縣。丁忧归，起复，三十八年九月选授工科给事中，四十一年二月升广东按察司佥事，提调学校，又调任湖广佥事，隆慶二年（1568年）十月升贵州右参议，四年三月升辽东行太仆寺少卿兼山东按察司佥事。

## 家族
曾祖樊公敬；祖父樊曰邦；父樊義，母萬氏。